# Live from London (Natalie Imbruglia)
Live from London è l'unico EP della cantante australiana naturalizzata britannica Natalie Imbruglia, pubblicato il 17 agosto 2007 dall'etichetta discografica Brightside Recordings .

## Tracce
1. Glorious (live) – 3:40 (Natalie Imbruglia, Crispin Hunt)
2. Wishing I Was There (live) – 4:17 (Natalie Imbruglia, Colin Campsie, Phil Thornalley)
3. Shiver (live) – 3:43 (Natalie Imbruglia, Shep Solomon, Eg White)
4. Smoke (live) – 4:24 (Natalie Imbruglia, Matt Bronleewe)
5. Torn (live) – 4:28 (Scott Cutler, Anne Preven, Thornalley)